# کلی کریستیانا پریرا دا سیلوا
کلی کریستیانا پریرا دا سیلوا (پرتغالی: Kelly Christina Pereira da Silva؛ زادهٔ ۸ مهٔ ۱۹۸۵) بازیکن فوتبال زن اهل برزیل است.
وی همچنین در تیم ملی فوتبال زنان برزیل بازی کرده‌است.